# Істота (персонаж)
Істота (англ. The Thing), справжнє ім'я Бенджамін Джейкоб «Бен» Ґрімм (англ. Benjamin Jacob "Ben" Grimm) — вигаданий персонаж, супергерой із коміксів американського видавництва Marvel Comics, вигаданий Стеном Лі та Джеком Кірбі та вперше з'явився в коміксі The Fantastic Four #1 (листопад 1961).
Окрім коміксів, персонаж з'являвся в інших медіа, в тому числі у фільмах із живими акторами. Майкл Бейлі Сміт і Карл Сіарфайло грали роль Істоти у людській та мутованій формах відповідно у фільмі «Фантастична четвірка», який так і не вийшов. Майкл Чикліс зіграв героя у фільмі 2005 року «Фантастична четвірка» і в його продовженні 2007 року «Фантастична четвірка 2: Вторгнення Срібного серфера». Джеймі Белл виконував таку саму роль у фільмі «Фантастична четвірка» 2015 року. У майбутньому фільмі «Фантастична четвірка: Перші кроки» Бена Ґрімма зобразив актор Ебон Мосс-Бакрак.

## Історія публікації
Бен Ґрімм вигаданий сценаристом Стеном Лі та художником Джеком Кірбі, а перша поява персонажа відбулася у випуску The Fantastic Four #1 (листопад 1961). Кірбі змалював персонажа за образом і подобою самого себе.

## Сприйняття

### Визнання
- 2008: Empire — 10-те місце у списку «50 найкращих персонажів коміксів»[2]
- 2011: IGN — 18-те місце у списку «100 найкращих героїв коміксів»[3]
- 2012: IGN — 23-тє місце у списку «50 найкращих месників»[4]
- 2015: Den of Geek — 2-ге місце у списку «Монстри Marvel Comics»[5]
- 2022: Screen Rant — місце у списку «КВМ: 10 найгідніших персонажів-улюбленців шанувальників, появу яких очікують у “Сазі Нескінченності”»[6]